# Belsener Kapelle

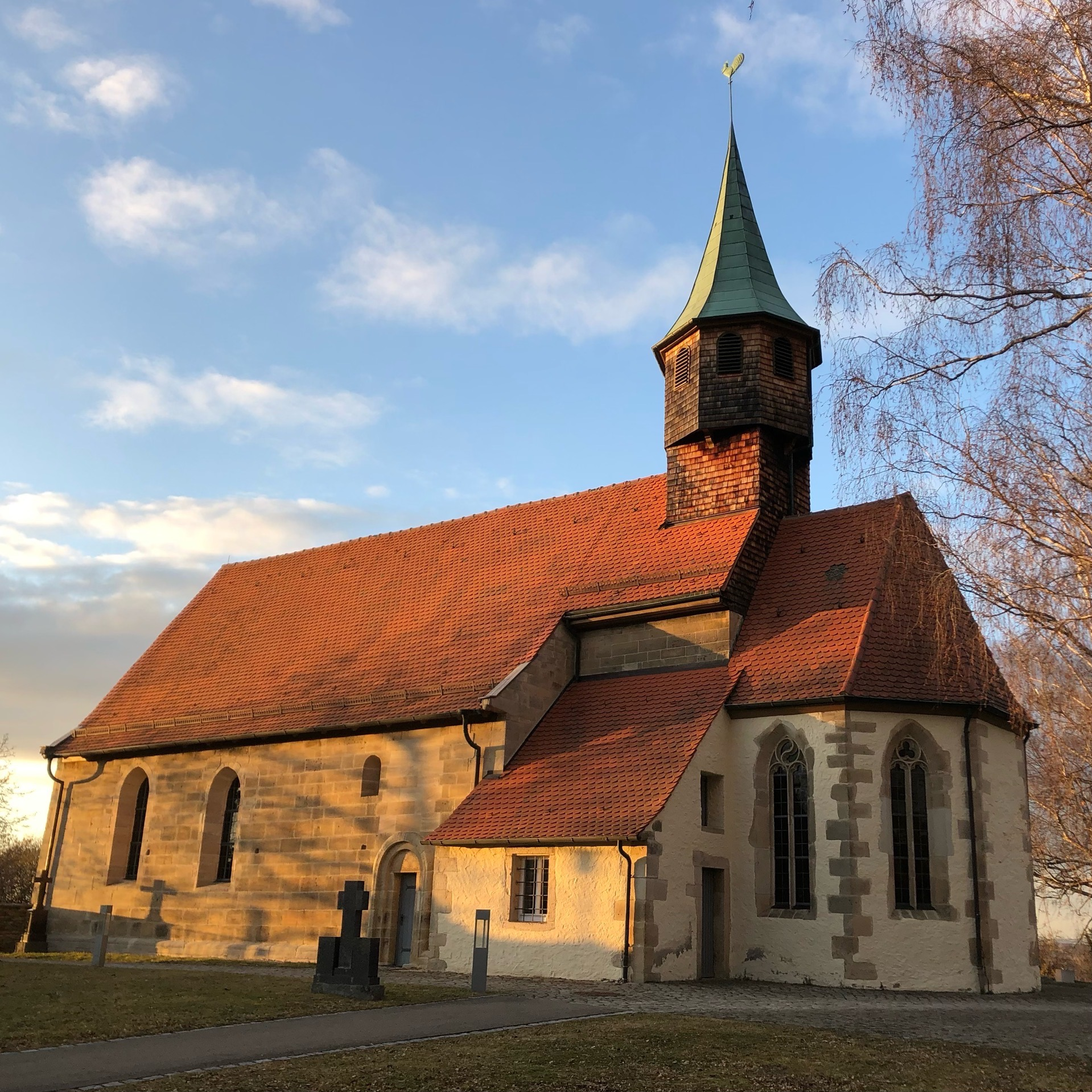
Belsener Kapelle

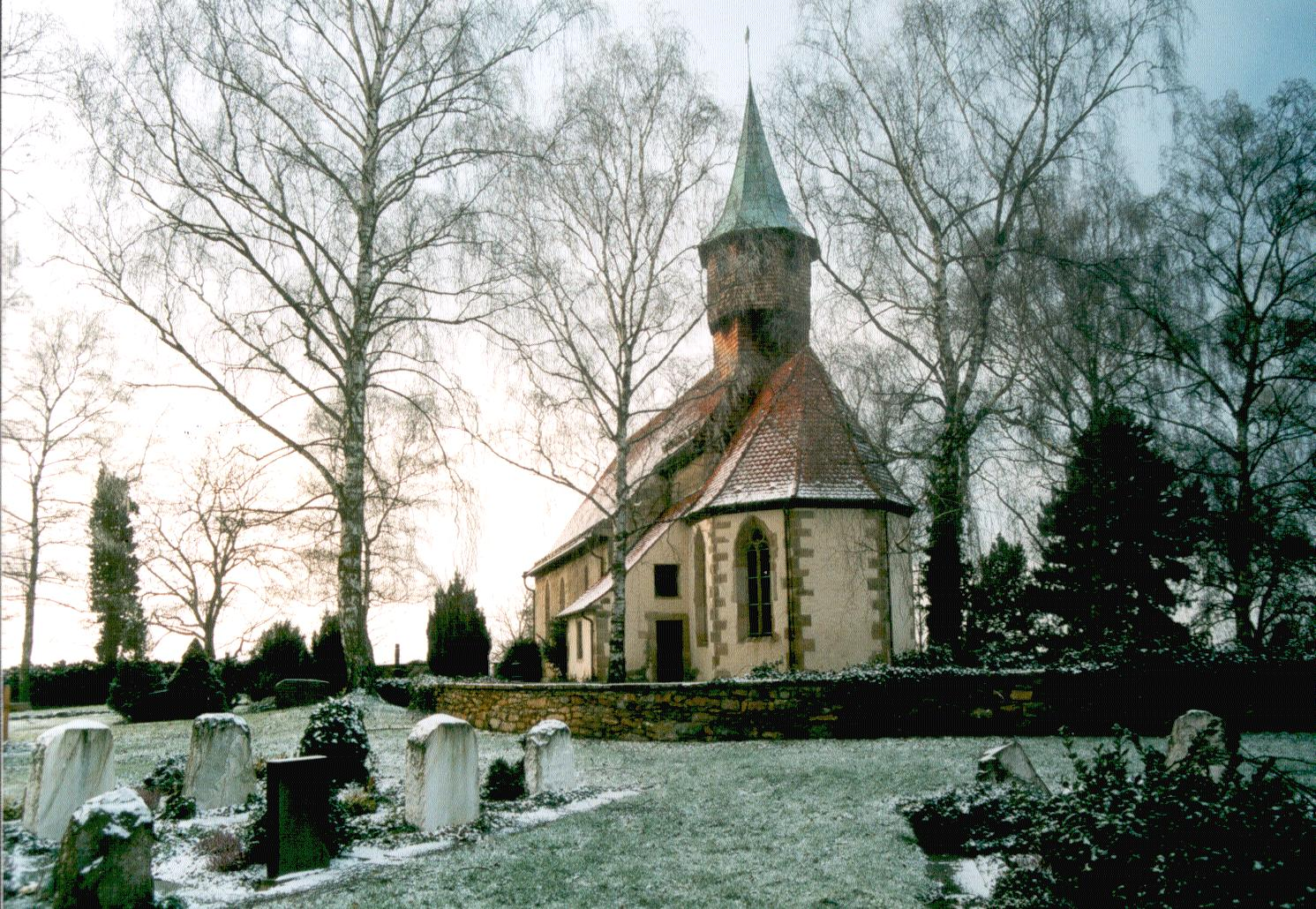
Ansicht von Osten

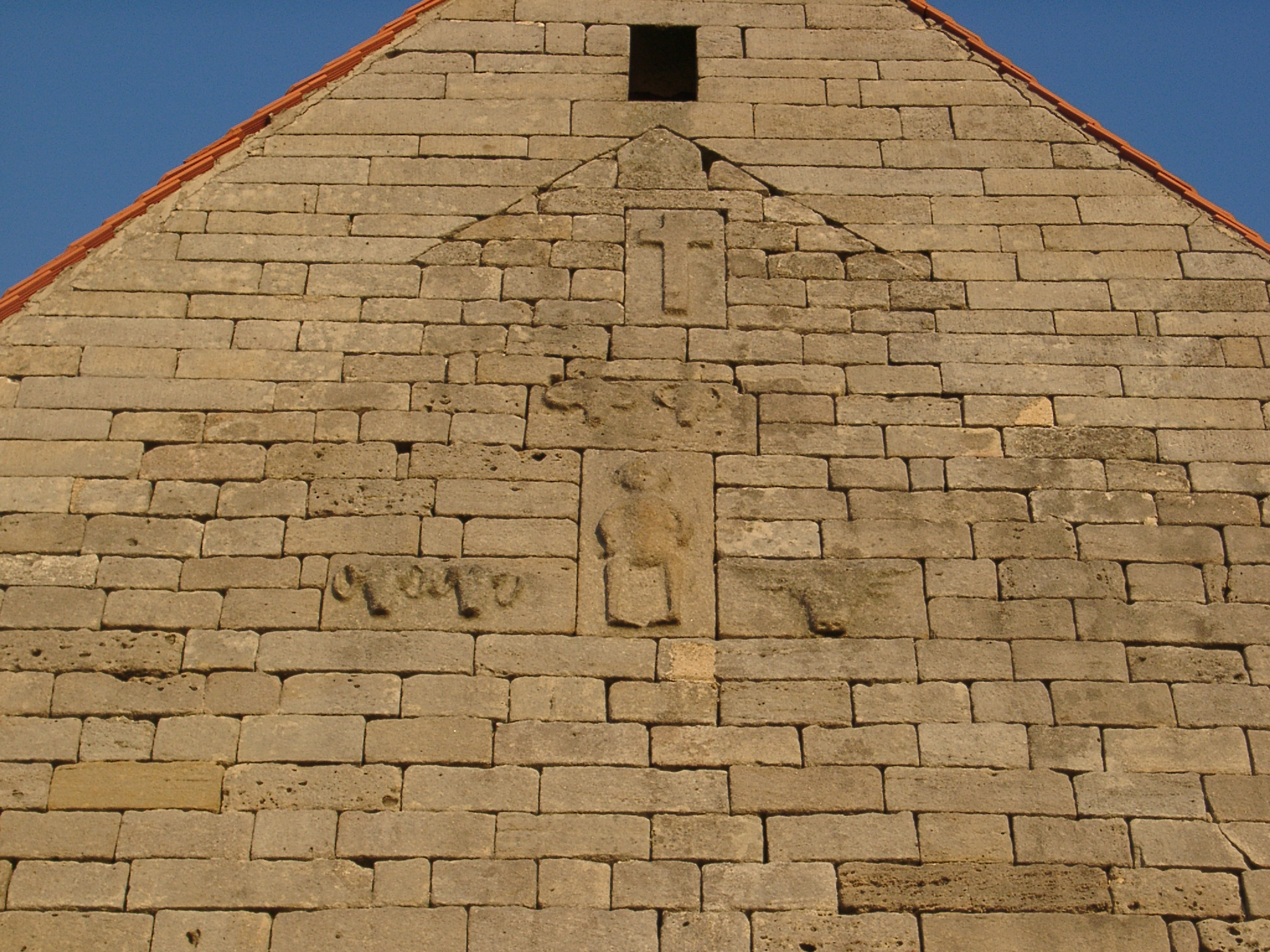
Außenplastiken des Westgiebels

Die Belsener Kapelle zählt zu den ältesten romanischen Chorturmkirchen Baden-Württembergs. Die Friedhofskapelle steht in Belsen, einem Stadtteil von Mössingen im Landkreis Tübingen in Baden-Württemberg. Sie ist Pfarrkirche und Predigtstätte, die Kirchengemeinde gehört zum Kirchenbezirk Tübingen der Evangelischen Landeskirche in Württemberg. Sie ist beim Landesamt für Denkmalpflege Baden-Württemberg als Baudenkmal eingetragen.

## Geschichte
Die Saalkirche wurde im 12. Jahrhundert auf den Grundmauern des Vorgängerbaus aus dem frühen 11. Jahrhundert erbaut. Sie wurde wohl bereits vor dem Jahr 1150 auf dem von Lorsch dem Benediktinerkloster Hirsau übereigneten Grund erbaut. Im Codex Hirsaugiensis ist sie zusammen mit 16 anderen zum Kloster Hirsau gehörenden Kirchen erwähnt. Sie ist den Heiligen Maximinus und Johannes gewidmet. Grabungen aus dem Jahre 1899 vom damaligen Pfarrer Max Duncker im Innenraum der Kirche zeigten, dass die Kirche auf wesentlich älteren Fundamenten errichtet wurde. Sie hatte damals wohl die durch einen Brand zerstörte karolingische Kapelle ersetzt, die aus der Zeit der Christianisierung stammte. Die 1960 vom Landesdenkmalamt Baden-Württemberg in Auftrag gegebenen Grabungen bestätigen die Dunckerschen Ergebnisse. Die Fundamente dieses Vorgängerbaus sind heute allgemein zugänglich und können besichtigt werden.
Die ursprüngliche Form der Kirche von 1150 wurde in nachromanischer Zeit zerstört. Der erhöhte Dachstuhl, Turm und Chor und auch die Großflächenfenster sind nicht mehr original.
1824 wurden außerdem im Zusammenhang mit der Anlegung des Friedhofs eine Sakristei und ein Ausgang im Norden angelegt. Bei der Verlegung der Orgel 1873 an deren jetzigen Standort wurde im Chor ein Nordfenster eingebaut, die heutige Orgel wurde 1964 gebaut. Das im ursprünglichen Bau vorhandene Sonnenloch ist heute durch den Anbau der Sakristei nur von innen sichtbar. Dieses Sonnenloch sowie die sagenumwobenen Reliefs am Westgiebel sind immer wieder Anziehungspunkte für Laien und Archäologen. Die Reliefs zeigen Kreuz, Mensch, Widderköpfe, Schweinsköpfe und Stierkopf. Eine überzeugende Deutung der Bildinhalte gibt es bis heute nicht. In der Diskussion wird unter anderem auf Verbindungen zu antiker Symbolik und der gesicherten keltischen und römischen Siedlungsepoche verwiesen.